# The Ride (álbum)
«The Ride» —en español:  «El Paseo» — es el sexto álbum de estudio de la cantante luso-canadiense Nelly Furtado. Fue lanzado el 31 de marzo de 2017, por el sello independiente de Furtado, Nelstar Music, siendo este el segundo lanzamiento independiente de la cantante después de mi Mi plan en 2009. 
El álbum debutó en la posición 76, en Canadá, y en el top 100 en Alemania y Suiza. Solo logró debutar en la lista de ventas de álbumes independientes de Reino Unido en la posición 81. No alcanzó a debutar en la lista Billboard 200 de los Estados Unidos, pero sí en la de álbumes independientes de ese país, en la posición 25, vendiendo 1814 copias en su primera semana.

## Antecedentes
Tras el rotundo fracaso comercial de su disco anterior, The Spirit Indestructible, Nelly Furtado se mantuvo distante del mundo musical por casi 5 años. En un concierto, atraída por la sonoridad de la música de la artista indie St. Vincent, Nelly llegó al productor musical John Congleton, quien había producido el más reciente musical de la artista ya mencionada, y que es multi reconocido por sus trabajos en el género indie. Nelly, ya había tenido un acercamiento anterior al género gracias a la canción Hadron Collider, colaboración realizada al cantante Dev Hynes. La primera canción que Furtado escribió para este disco fue "Phoenix", la cual fue coescrita con el productor musical Mark Taylor, quien también produjo la canción Broken Strings, colaboración del año 2008 con el cantante británico James Morrison. Posteriormente, la primera canción que Furtado escribió junto a Congleton fue "Flatline".
El disco incluye también un cover de la canción "Sticks and Stones", originalmente presentada por la cantante británica Arlissa, producida por Taylor. Después de una larga ausencia, Furtado califica a The Ride como su álbum de resaca, haciendo alusión a las presiones que recibió en sus trabajos anteriores por parte de la disquera y a la liberación que ha significado trabajar como una artista independiente, además de que, de forma personal, Nelly ha vivido su vida en "fast forward".

## Recepción de la crítica
En general, el disco ha recibido comentarios positivos, rescatando el acercamiento que Furtado ha tenido con sus primeros trabajos discográficos, Whoa, Nelly! y Folklore. El uso de instrumentos musicales no comunes en el mundo del pop, como órganos de iglesia, o la utilización de sintetizadores electrónicos ha llamado favorablemente la atención de los críticos y de un público que ya creía que su carrera había terminado.
En Metacritic, The Ride tiene una puntuación de 66 de 100 basado en comentarios de seis críticos, teniendo una recepción generalmente favorable. 
Alcanzó el puesto #3 de ventas digitales de iTunes Chile, siendo esta la posición más alta que tuvo en ese chart.
A pesar de las críticas positivas, el álbum vendió solo unas 3.000 copias alrededor del mundo, quedándose como el segundo fracaso de Nelly tras The Spirit Indestructible (2012).
Actualmente, los únicos álbumes que siguen siendo considerados los más exitosos de la carrera de Furtado en cuanto a ventas y críticas son Whoa, Nelly! (2000), Folklore (2003) y Loose (2006).

## Recepción Comercial
The Ride no logró debutar en la lista Billboard 200 de los Estados Unidos, convirtiendo en el primer álbum de estudio de Furtado en no hacerlo. Mas sin embargo debutó en la posición número 25 de los álbumes independientes, con 1,814 copias la primera semana.
En Canadá hizo su debut en la posición 76, la más baja hasta la fecha en la carrera de esta cantante. En Europa, su comercialización fue realmente baja.

## Lista de canciones
Todas las canciones del álbum fueron producidas por John Congleton, excepto Sticks and Stones que fue producida por Congleton y Mark Taylor. 
| *Versión normal |                     |                                                             |                        |          |  |
| N.º             | Título              | Escritor(es)                                                | Productor(es)          | Duración |  |
| 1.              | «Cold Hard Truth»   | Nelly Furtado, John Congleton                               | John Congleton         | 2:54     |  |
| 2.              | «Flatline»          | Furtado, Congleton                                          | Congleton              | 3:21     |  |
| 3.              | «Carnival Games»    | Furtado                                                     | Congleton              | 4:17     |  |
| 4.              | «Live»              | Furtado, Congleton                                          | Congleton              | 4:03     |  |
| 5.              | «Paris Sun»         | Furtado, Congleton                                          | Congleton              | 3:29     |  |
| 6.              | «Sticks and Stones» | Furtado, Mark Taylor, Arlissa, Jamie Scott, Patrick Mascall | Congleton, Mark Taylor | 3:34     |  |
| 7.              | «Magic»             | Furtado, Congleton                                          | Congleton              | 4:02     |  |
| 8.              | «Pipe Dreams»       | Furtado, Congleton                                          | Congleton              | 4:23     |  |
| 9.              | «Palaces»           | Furtado, Congleton                                          | Congleton              | 3:31     |  |
| 10.             | «Tap Dancing»       | Furtado, Natalie Hemby, Liz Rose                            | Congleton              | 4:10     |  |
| 11.             | «Right Road»        | Furtado, Congleton                                          | Congleton              | 3:28     |  |
| 12.             | «Phoenix»           | Furtado, Taylor, Paul Barry                                 | Congleton              | 4:25     |  |

| Vinilo edición de lujo |                    |                                  |               |          |  |
| N.º                    | Título             | Escritor(es)                     | Productor(es) | Duración |  |
| 13.                    | «Islands of Me»    | Furtado, Congleton               | Congleton     | 3:42     |  |
| 14.                    | «Bliss»            | Furtado, Taylor, Barry           | Congleton     | 3:19     |  |
| 15.                    | «Behind Your Back» | Furtado, Congleton, Bobby Sparks | Congleton     | 3:47     |  |

## Créditos
- Nelly Furtado - Voz.
- John Congleton: Producción, mezcla, ingeniería, campanas, programación de batería, guitarra, teclados, campanas de orquesta.
- Mark Taylor - Producción, ingeniería vocal, producción vocal.
- Bobby Sparks - ARP String Ensemble, bajo, Clavinet, Fender Rhodes, Hammond B3, Juno, Mellotron, Minimoog, piano de cola, sintetizador.
- Adam Pickrell - Bajo, Hammond B3, teclados, Minimoog, piano, sintetizador, cuerdas de sintetizador.
- Sean Kelly - Guitarra acústica.
- Alex Bhore - Asistencia de ingeniería
- Jason "Metal" Donkersgoed - Asistencia de ingeniería
- Luke Schindler - Asistencia de ingeniería
- Greg Calbi - Masterización
- Samantha McCurdy - Diseño
- Jake Elliott - Ilustraciones
- Joachim Johnson - Fotografía

## Charts
| Chart (2017)                        | Peak position |
| ----------------------------------- | ------------- |
| Bélgica (Ultratop valona)           | 141           |
| Canadá (Billboard Canadian Albums)  | 76            |
| Alemania (Offizielle Top 100)       | 65            |
| Italia (FIMI)                       | 66            |
| Suiza (Schweizer Hitparade)         | 41            |
| Reino Unido (OCC)                   | 81            |
| Reino Unido (UK Independent Albums) | 14            |
| Estados Unidos (Independent Albums) | 25            |